# پایگاه هوایی زاچر بی
پایگاه هوایی زاچر بی (به انگلیسی: Zachar Bay Seaplane Base) یک فرودگاه همگانی با کد یاتا KZB است که یک باند فرود آب دارد. این فرودگاه در کشور ایالات متحده آمریکا قرار دارد و در ارتفاع ۰ متری از سطح دریا واقع شده است.